# علوم المسلمين الطبيعية

## 1. علوم الطب والصيدلة
طب وصيدلة المسلمين
ابن أبي أصيبعة-
ابن ربَّن الطبري-
ابن دينار-
ابن الصوري-
أبو الحكم الدمشقي-
ابن باجه-
ابن الرحبي-
ابن العطار-
أبو عثمان الدمشقي-
ابن البطريق-
ابن رشد -
ابن القس-
أبو الفرج اليبرودي-
ابن بطلان-
ابن القف-
أبو الفضل الحارثي-
ابن البيطار-
ابن السراج-
ابن كشكاريا-
أبو القاسم الزهراوي-
ابن التلميذ-
ابن سعد-
ابن ماسويه-
أبو النصر التكريتي-
ابن توما-
ابن سقلاب-
ابن المجوسي-
الإدريسي-
ابن الجزار-
ابن سمجون-
ابن المقشر-
البغدادي-
ابن جزلة-
ابن السمح-
ابن ملكا-
البيروني-
ابن جلجل-
ابن سينا-
ابن مندويه-
ثابت بن قرة-
ابن الخطيب-
ابن الصباغ-
ابن مهند-
الرازي-
ابن الخوام-
ابن صغير-
ابن النفيس - 
ابن الخياط-
ابن الصلاح-
ابن الهيثم-
موفق الدين عبد اللطيف البغدادي-
عز الدين بن السويدي-
رشيد الدين علي بن خليفة- 
علي بن رضوان -
ابن زهر -

## 2. من الرياضيين
ابن باجه-
ابن الصفار-
أبو الحسن بن العطار-
البتاني -
ابن البرغوث-
ابن عراق-
أبو الرشيد الرازي -
البغدادي-
ابن البناء-
ابن اللجائي-
أبو سهل الكوهي-
البوزجاني -
ابن الخوام-
ابن المجدي-
أبوالفضل الحارثي-
البيروني-
ابن الخياط-
ابن مسعود-
أبو القاسم الإنطاكي-
ثابت بن قرة-
ابن السمح-
ابن الهائم-
أبو كامل الحاسب-
الخوارزمي-
ابن سمعون-
ابن الهيثم-
أبو معشر البلخي-
الطوسي-
ابن سينا-
أبو بكر بن أبي عيسى-
محمد بن السراج-
المجريطي-
ابن الشاطر-
أبو جعفر الخازن-
عمر الخيام -

## 3. الهندسة والمهندسون
ابن البناء
ابن المجدي
أبو القاسم الإنطاكي
البيروني
ابن الخياط
ابن الهيثم
أبو كامل الحاسب
ثابت بن قرة
ابن سفر
أبو بكر بن أبي عيسى
أبو معشر البلخي
الخوارزمي
ابن الصفار
أبو سهل القوهي
المجريطي
ابن الصلاح
أبو الفضل الحارثي
البوزجاني

## 4.الفلك والفلكيين
سند بن علي-
ابن باجه-
ابن عراق-
أبو الفضل الحارثي-
البيروني-
ابن البرغوث-
ابن اللجائي-
أبو كامل الحاسب-
ثابت بن قرة-
ابن البناء-
ابن المجدي-
أبو معشر البلخي-
الخازن-
ابن الخياط-
ابن مسعود-
أبو النصر التكريتي-
الخوارزمي-
ابن سمعون-
أبو بكر بن أبي عيسى-
الإدريسي-
الطوسي-
ابن سينا-
أبو جعفر الخازن-
البتاني-
القزويني-
ابن الشاطر-
البغدادي-
المجريطي-
ابن الصفار-
أبو علي الخياط-
البوزجاني
الفرغاني-
الأخوة الثلاثة بنو موسى-
عبد الرحمن الصوفي-
أبو سهل القوهي-
البطروجي- 
الزرقالي -

## 6. الزراعة والزراعيون
ابن البيطار-
ابن سيده-
ابن العوام-
أبو الخير الإشبيلي -
ابن الخطيب-
ابن سينا-
ابن مهند-
الإدريسي-
ابن الرومية-
ابن الصوري-
ابن وحشية-
الدينوري-
ابن السراج-

## 9. الموسيقى
ابن باجه-
ابن الخطيب-
ثابت بن قرة -
الطوسي -
ابن التلميذ-
ابن سينا-
الفارابي-
عمر الخيام-

## 11. علم الحيل (الميكانيكا )
ابن الرزاز الجزري -

## 12. الكيمياء
خالد بن يزيد بن معاوية-
جابر بن حيان -
الطغرائي -
الجلدكي -
أبو المنصور الموفق -

## 13 الفيزياء والبصريات
البيروني-
ابن الهيثم-